# Franz Birner
Franz Birner (* 1. August 1920 in Sankt Veit an der Triesting; † 8. Juni 2009 ebenda) war ein österreichischer Politiker (SPÖ) und Amtsstellenleiter der Arbeiterkammer Baden. Er war von 1964 bis 1979 Abgeordneter zum Landtag von Niederösterreich.

## Leben
Birner absolvierte nach der Volks- und Bürgerschule eine Lehre als Metallschleifer und leistete ab 1939 Militärdienst im Zweiten Weltkrieg, wobei er in französische Kriegsgefangenschaft geriet. Nach seiner Rückkehr aus dem Krieg war er ab 1947 Arbeiter in einer Färberei, wobei er 1950 zum Betriebsratsobmann gewählt wurde. 1955 trat er in den Dienst der Arbeiterkammer Niederösterreich, 1959 stieg er zum Amtsstellenleiter der Arbeiterkammer in Baden auf. Im politischen Bereich war Birner ab 1955 als Gemeinderat in Berndorf aktiv, 1960 stieg er zum Vizebürgermeister auf, danach war er zwischen 1965 und 1980 erneut Gemeinderat in Berndorf. Zudem vertrat Birner die SPÖ vom 19. November 1964 bis zum 19. April 1979 im Niederösterreichischen Landtag.

## Auszeichnungen
- 1979: Großes Silbernes Ehrenzeichen für Verdienste um die Republik Österreich[1]